# 오늘 밤은 사랑해 주세요
《오늘 밤은 사랑해 주세요(Love Me Tonight)》은 1932년 개봉한 미국의 뮤지컬 코미디 영화이다. 루벤 마물리안이 감독하였으며, 모리스 슈발리에와 저넷 맥도널드가 출연하였다. 파리에 사는 한 재단사가 왕자비와 사랑에 빠져서 겪는 일들을 다루었다.

## 줄거리

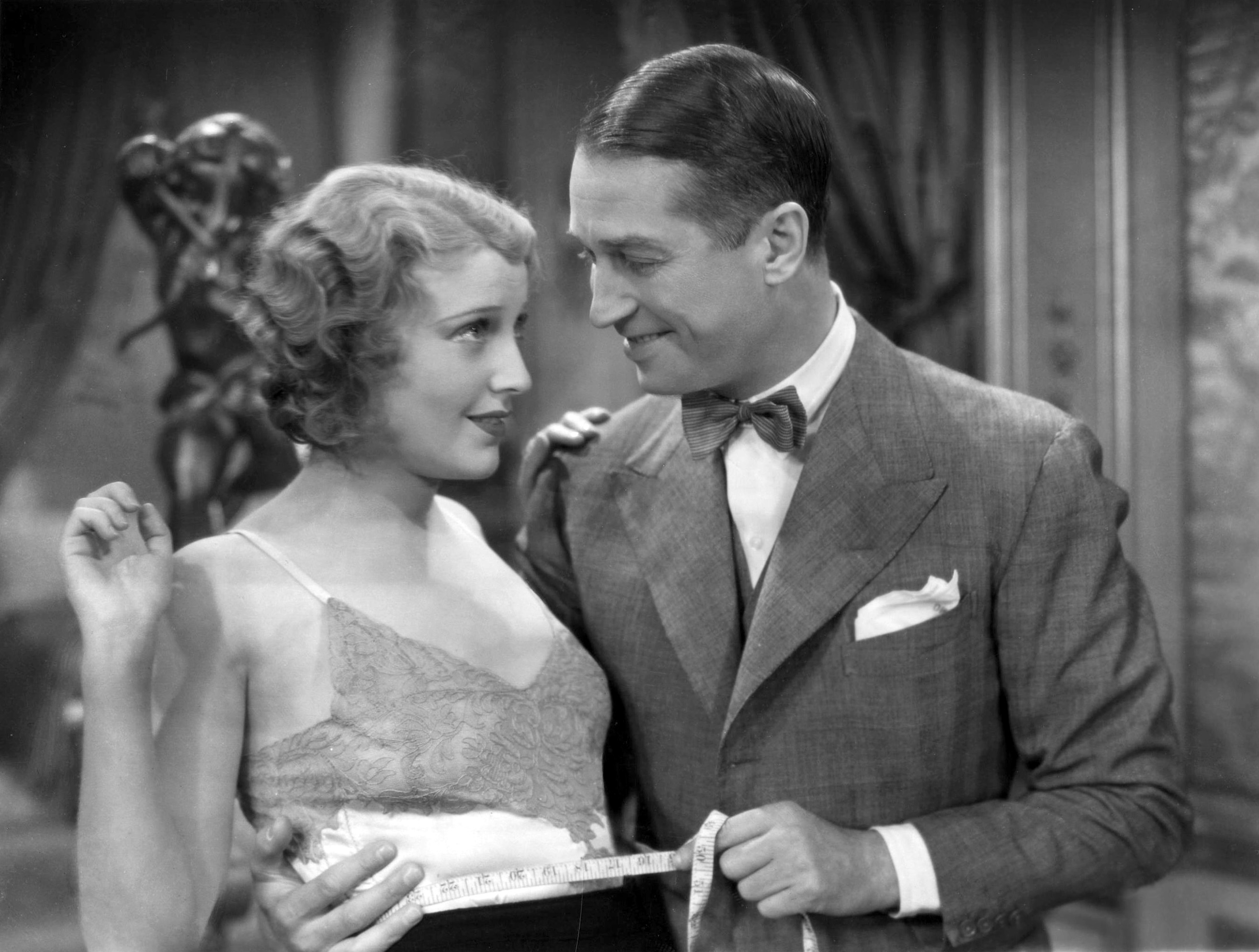
맥도널드와 슈발리에

파리에서 재단사로 일하는 모리스(모리스 슈발리에)는 후한 대가를 약속받고 질베르 드 바레즈 자작(찰스 러글스)의 양복을 여러 벌 맞춰준다. 그러나 질베르는 모리스에게 돈을 지불하지 않고, 모리스는 비용을 받아내기 위해 질베르가 거주하는 성으로 찾아간다. 질베르가 사는 성에는 나이가 너무 많아 죽어버린 남편 때문에 과부가 된 젊은 자네트 왕자비(저넷 맥도널드), 그리고 그녀의 삼촌인 아르텔린 공작(C. 오브리 스미스)도 거주하고 있다. 아르텔린은 도시에 나가서 많은 채무를 짊어진 상태인 조카 질베르에게 분노해 그의 외출을 금지하고, 질베르는 자신을 찾아온 모리스를 남작이라고 주위에 속이고 성에 머무르게 한다.
성에 머무르던 모리스는 자네트 왕자비에게 계속 접근해서 애정을 고백한다. 사실 모리스는 성으로 가던 도중에 길에서 자네트와 이미 만났던 사이였다. 처음에 모리스를 거부하던 자네트도 그에게 점차 호감을 느끼게 된다. 자네트의 승마복을 봐주던 모리스는 옷이 자신의 맘에 들게 나오지 않자 자신이 직접 손을 봐서 완성하는데, 그가 만들던 과정을 보던 자네트는 모리스가 남작이 아닌 재단사라는 사실을 알게 된다. 성에 거주하는 모두에게서 신분이 들통난 모리스는 쏟아지는 비난 속에서 즉시 성 밖으로 나온다. 그러나 그동안 그와 보낸 시간을 되새기던 자네트는 성을 빠져나온 후 말을 타고 가 모리스 앞에 가 사랑을 고백한다. 마침내 모리스와 자네트는 서로 이어지게 된다. 

## 출연
- 모리스 슈발리에 — 모리스
- 저넷 맥도널드 — 자네트 왕자비
- 찰스 러글스 — 질베르 드 바레즈 자작
- 찰스 버터워스 — 사비냐크 백작
- 머나 로이 — 발랑틴 백작부인
- C. 오브리 스미스 — 아르텔린 공작
- 엘리자베스 패터슨 — 첫 번째 고모
- 에설 그리피스 — 두 번째 고모
- 블랜치 프리더리시 — 세 번째 고모
- 조지프 코손 — 아르망 드 폰티나크
- 로버트 그레그 — 도모 플라망
- 버트 로치 — 에밀